# Centaurus X-3
Centaurus X-3 (abgekürzt Cen X-3) ist eine kompakte, pulsierende Röntgenquelle im Sternbild Zentaur. Es handelt sich um einen  Röntgenpulsar mit einer Periode von 4,84 Sekunden, den ersten Röntgenpulsar, der entdeckt wurde.

Centaurus X-3 ist ein Neutronenstern, der Krzemińskis Stern umkreist, einen Riesenstern mit einer Masse von 20,5 Sonnenmassen. Der Neutronenstern entzieht dabei seinem Begleiter Materie, die eine Akkretionsscheibe bildet, von der die Röntgenstrahlung ausgeht. Durch die Akkretion von Materie und die damit verbundenen Übertragung von Drehimpuls erhöht sich die Rotationsgeschwindigkeit des Pulsars ständig. Die Umlaufdauer des Pulsars um Krzemińskis Stern beträgt 2,09 Tage. Während rund einem Viertel der Umlaufszeit wird die Röntgenquelle von ihrem Begleiter verdeckt.

## Geschichte
Die Röntgenquelle wurde am 18. Mai 1967 bei einem Experiment entdeckt, bei dem eine Rakete mit einem Proportionalzählrohr gestartet wurde. Als dritte entdeckte Röntgenquelle im Sternbild Zentaur (lateinisch Centaurus) erhielt sie die Bezeichnung Centaurus X-3.
Im Jahre 1971 wurden weitere Beobachtungen mit dem Satelliten Uhuru gemacht. Dabei wurde beobachtet, dass Cen X-3 mit einer Periode von 4,84 Sekunden pulsiert. Später entdeckte man noch, dass es darüber noch eine sinusoidale Überlagerung von 2,09 Tagen gab, was auf ein Doppelsternsystem schließen ließ. 1973 konnte der polnische Astronom Wojciech Krzemiński den kurz zuvor entdeckten Veränderlichen V779 Centauri als visuelle Komponente des Doppelsternsystems identifizieren; V779 Cen ist deshalb heute auch als 'Krzemińskis Stern' bekannt.